# NGC 2185
NGC 2185 је рефлексиона маглина у сазвежђу Једнорог која се налази на NGC листи објеката дубоког неба.
Деклинација објекта је - 6° 13' 36" а ректасцензија 6h 11m 0,4s. Привидна величина (магнитуда) објекта NGC 2185 износи 13,6. NGC 2185 је још познат и под ознакама LBN 997.